# Vol China Airlines 140
Dans la soirée du 26 avril 1994, le vol China Airlines 140, un vol international régulier assuré par un Airbus A300-600 de la compagnie taïwanaise China Airlines, parti de Taipei, à Taïwan, décroche et s'écrase lors de sa tentative d'atterrissage à l'aéroport de Nagoya, au Japon, faisant 264 victimes parmi les 271 passagers et membres d'équipage à bord. 
C'est le deuxième accident aérien le plus meurtrier survenu au Japon, derrière le crash du vol Japan Airlines 123 en 1985, ainsi que le pire impliquant un appareil de China Airlines.

## Avion
L'appareil impliqué est un Airbus A300B4-622R, immatriculé B-1816 (numéro de série 580). Il a effectué son vol inaugural en octobre 1990 et a été livré neuf à China Airlines en 1991. Au moment de l'accident, cet avion de ligne moyen-courrier, équipé de deux turboréacteurs à double flux Pratt & Whitney PW4158, totalisait 8 572 heures de vol et 3 910 cycles (décollage/atterrissage).

## Déroulement des faits

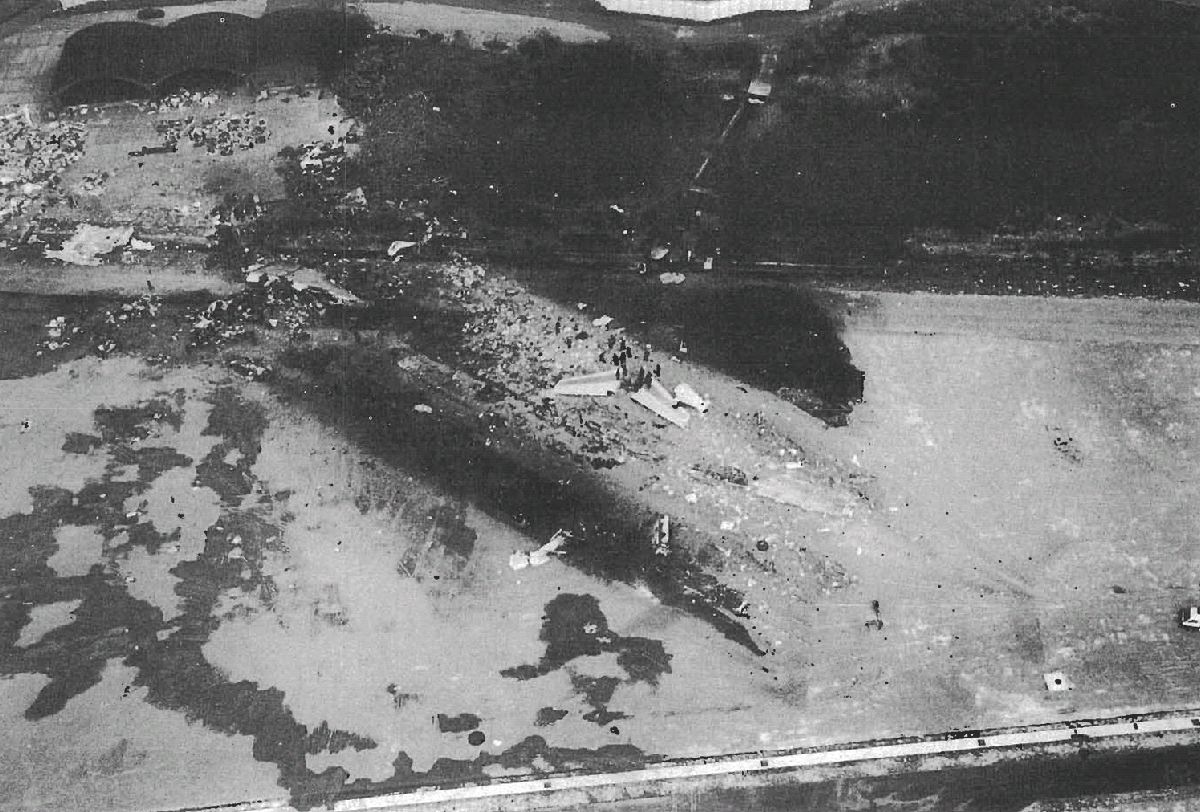
Vue aérienne du site du crash du vol 140

Le vol 140 entame son approche vers l’aéroport de Nagoya, au Japon, à 19 h 47. À son bord, il y a 15 membres d'équipage et 256 passagers, en majorité de nationalité japonaise et taïwanaise. Le vol 140 est assuré par le commandant de bord Wang Lo-chi (42 ans) et le copilote Chuang Meng-jung (26 ans).
L’aéroport situé au nord de la ville ne présente pas de difficulté quelconque même s'il pleuvait légèrement et la visibilité était réduite par des bancs de brouillard avec de légères turbulences. L’approche se déroule normalement pour la piste 34L. Le copilote, alors pilote en fonction, désactive le pilote automatique pour atterrir en manuel, sous la surveillance du commandant de bord. 
À 1 000 pieds (300 m) d'altitude, le copilote sélectionne par inadvertance le mode remise de gaz du pilote automatique. Immédiatement, la puissance des réacteurs augmente et l’avion commence à voler en palier en s’éloignant au-dessus de son plan d’approche.
Avec une situation pareille si près de l’atterrissage, il est alors recommandé de remettre les gaz et faire un tour complet pour se représenter à l’atterrissage en bonne position. Cependant, le commandant, voulant récupérer le plan de descente à tout prix, réduit les gaz de force et demande au copilote de pousser sur le manche, malgré la résistance des commandes de vol. 
Pendant qu’il fait ce geste, le pilote automatique déroule le compensateur du plan horizontal réglable à cabrer, alors que l’avion est à moins de 300 mètres du sol. La gouverne de profondeur est alors braquée complètement à piquer, tandis que le plan horizontal réglable est totalement à l’opposé.
Au bout de 42 secondes de lutte, le commandant de bord décide d'annuler l'atterrissage et d'effectuer une remise des gaz manuelle, en tirant sur le manche et en augmentant au maximum la poussée. Cela vient dans ce cas aggraver la situation, les réacteurs installés sous les ailes créant une tendance à cabrer supplémentaire, et l’A300 se retrouve alors rapidement avec une assiette à cabrer de près de 53°. 
La vitesse chute immédiatement à 78 nœuds (144 km/h) et l’avion, qui se trouve à 1 800 pieds (548 m) au-dessus de la piste, entre alors en décrochage et commence à tomber la queue en premier, puis s'écrase à 20 h 15, juste à côté de la piste d'atterrissage.

Débris de l'appareil après l'accident
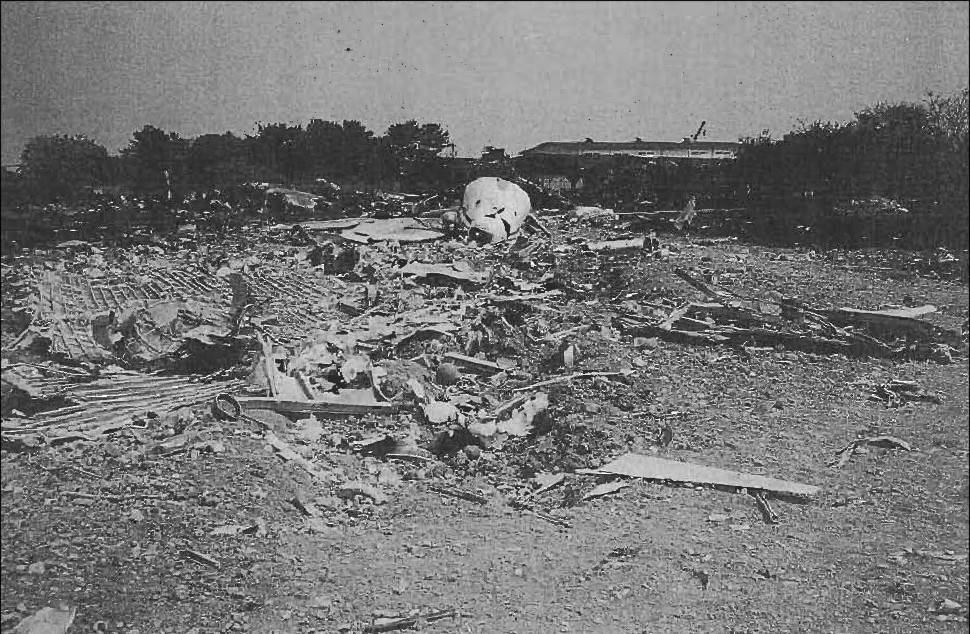
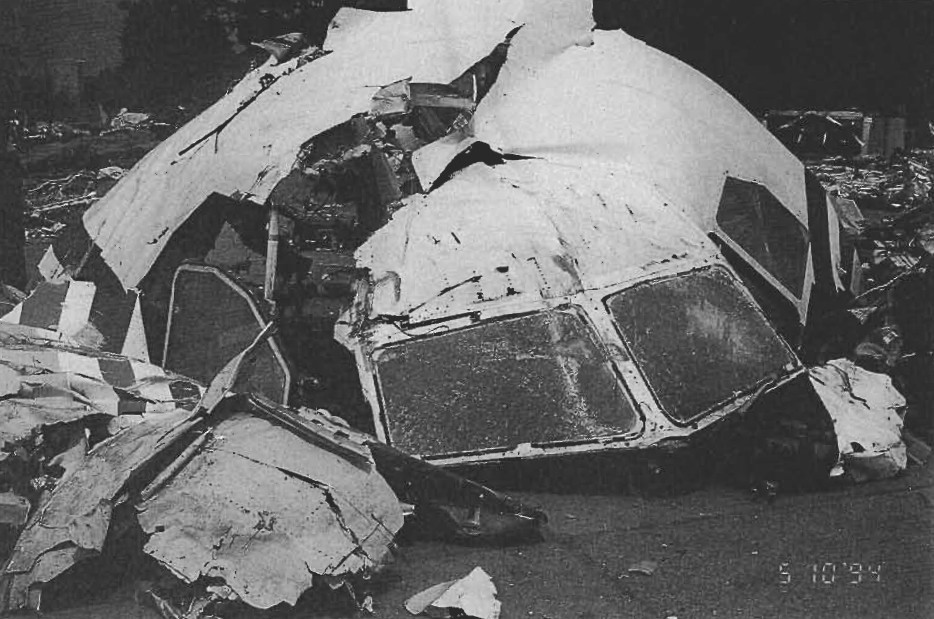
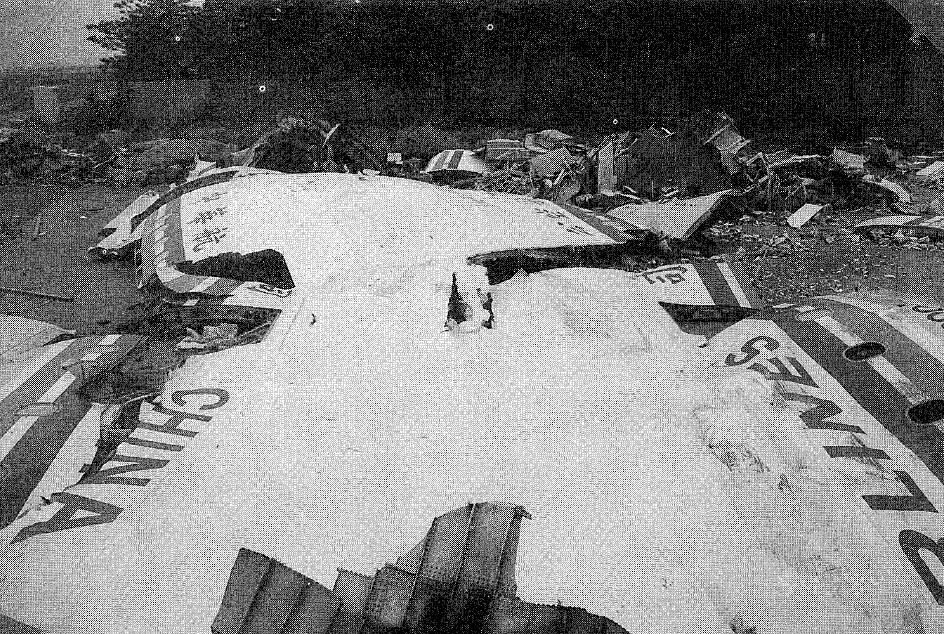
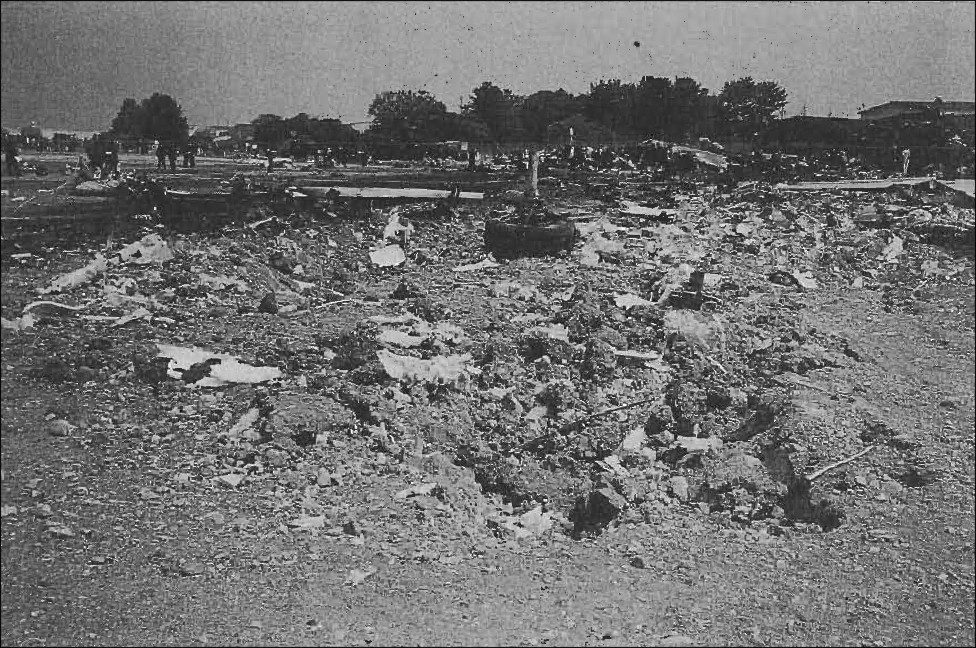

Sur les 271 personnes à bord (15 membres d'équipage et 256 passagers), seuls sept passagers ont survécu. Tous les survivants étaient assis dans les rangées 7 à 15, situées au milieu de l'appareil, à proximité des ailes. 

## Victimes

Plan de la cabine de l'appareil accidenté, indiquant l'emplacement des survivants du crash

Parmi les 256 passagers présents à bord, on dénombre 153 citoyens japonais, 18 citoyens philippins, 20 citoyens chinois et deux citoyens britanniques. La majeure partie des autres passagers était de nationalité taïwanaise.
| Nationalité | Passagers | Équipage | Total |
| ----------- | --------- | -------- | ----- |
| Japon       | 153       | 1        | 154   |
| Taïwan      | 63        | 14       | 77    |
| Chine       | 20        | 0        | 20    |
| Philippines | 18        | 0        | 18    |
| Royaume-Uni | 2         | 0        | 2     |
| Total       | 256       | 15       | 271   |

Le 27 avril 1994, les autorités déclarent qu'il y a 10 survivants (dont un enfant de trois ans) et qu'un Philippin, deux Taïwanais et sept Japonais ont survécu au crash. Le 6 mai, seuls sept des 10 survivants étaient encore en vie, dont trois enfants.

## Enquête et causes de l'accident
L'accident du vol 140 a été principalement attribué à une erreur de l'équipage, qui n'a pas réussi à corriger les commandes du pilote automatique, ainsi que la vitesse de l'avion, lors de l'approche finale. 
Neuf mois plus tôt, à la suite de plusieurs incidents similaires survenus sur d'autres A300-600, le constructeur Airbus a conseillé à ses différents clients de modifier le système de commande de vol afin qu'il désengage complètement le pilote automatique lorsque certaines commandes manuelles sont appliquées sur le manche de commande en mode remise de gaz, ce qui inclut le mouvement du manche vers l'avant effectué par les pilotes lors de l'accident du vol 140. 
Cependant, l'appareil accidenté ne devait recevoir la mise à jour que lors de la prochaine révision de maintenance, car China Airlines a jugé que cette modifications n'étaient pas une priorité. Ces différents facteurs ont été considérés comme des facteurs contributifs à l'accident.
L'enquête a également révélé que China Airlines ne disposait pas de simulateur de vol pour ce type d'appareil, et les pilotes étaient tous deux peu expérimentés sur l'A300. Il s'avère également que le commandant de bord a été formé au pilotage sur A300 dans un simulateur de vol situé à Bangkok, or celui-ci était configuré différemment par rapport à l'avion accidenté. 
Par conséquent, le commandant était convaincu qu’en appuyant sur le manche de commande, cela désactiverait le pilote automatique, d'autant plus qu'il avait passé la majeure partie de sa carrière à voler sur Boeing 747, qui fonctionne également sur ce même principe.

## Conséquences
En mai 1994, l'Administration de l'aviation civile (en) (CAA) a ordonné à China Airlines de modifier le système de commandes de vol de tous ses A300-600R, à la suite de la recommandation d'Airbus, ainsi qu'une formation supplémentaire et une réévaluation des compétences à tous les pilotes de ce type d'avion.
À la suite de cet accident, la compagnie aérienne a décidé de retirer le numéro de vol CI140 sur cette route et l'a remplacé par CI150, qui est exploité désormais par un Airbus A330-300, qui a depuis remplacé l'A300 au sein de la flotte de China Airlines.

## Médias
L'accident a fait l'objet d'un épisode dans la série télé Air Crash nommé Virage mortel (saison 17 - épisode 9).